# ギュスターヴ・トルーヴェ

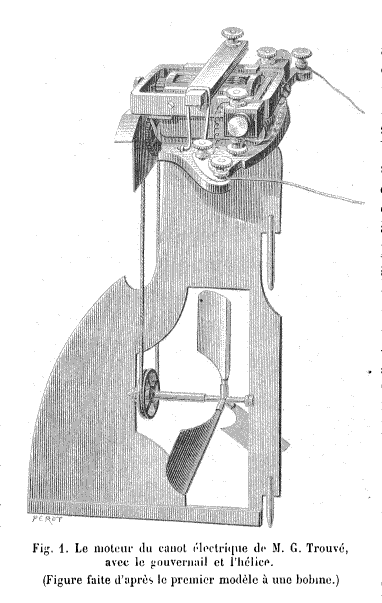
電動船外機

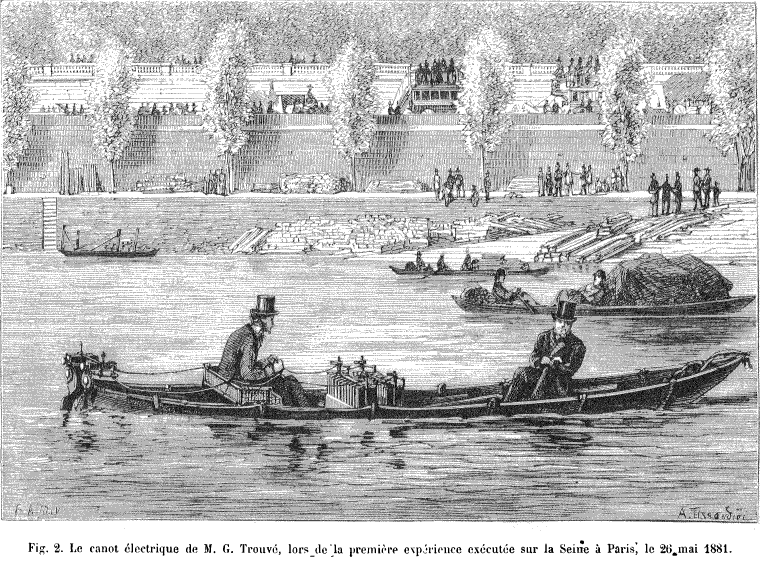
1881年の電動ボート

ギュスターヴ・トルーヴェ（Gustave Trouvé、1839年1月2日 - 1902年）は、フランスの技術者、発明家である。史上初の電気自動車、船外モーターで動くボートや、火薬を動力に飛行させた模型オーニソプター（羽ばたき機）などの発明で知られる。

## 生涯
アンドル＝エ＝ロワール県のHaye-Descartesの貧しい家に生まれた。父親は牛の仲買人であった。工芸学校をでて、時計職人の仕事を見つけて、故郷をでてパリに住んだ。1865年から、工芸品や電気を使った発明品を自ら売る会社を作り、宝石やアクセサリーも人気を集めるが、発明家として高い評判をえるようになった。主な発明品は軍用の通信システムや電話の改良から始まり、1870年頃には初の電動の船外モーターを発明し、1880年に特許を得た。1870年には火薬の爆発を動力にした模型オーニソプターを発明し、フランス科学アカデミーで、70mのデモ飛行に成功した
。1873年には、電気で照明する側視鏡を発明した。1881年11月にはパリの電気博覧会で3輪車に電動モーターをつけて走行させた。
電動モーターの船外機をつけた電動ボートは1881年5月26日に試験された。5mの長さのボートはセーヌ川で試験され、流れに逆らった時は3.6km/hの速さで、流れに乗った時は、9km/hの速さで航行した。1881年11月に3輪自転車に 0.1馬力のモータを取り付けて走行させ、2次電池を使った最初の電気自動車となった。